# Group-Office
Group-Office es un Software Libre / commercial hecho en PHP de tipo Web Office y Software colaborativo desarrollado por Intermesh.
La versión Libre, Group-Office Community, esta bajo licencia GNU Affero General Public License, y está disponible en SourceForge.
GroupOffice Professional es un software comercial que ofrece servicios extras como la sincronización con los móviles, la administración de proyectos, el siguimiento de tareas y más.

## Caractéristicas[1]

### Versión Comunitaria
La versión libre permite la instalación de la herramienta Groupware en un servidor propio.
- Correo electrónico.
- Calendario.
- Compartir archivos.
- Agenda.
- Tareas.
- Notas.
- Noticias.

### Versión profesional
Además de las caractéristicas de la versión comunitaria.
- Helpdesk.
- Planning.
- Sincronización con los móviles.
- Proyectos.
- Edición de documentos.